# Reorganización del Ejército de Tierra de España, 2006-2009

Escudo del Ejército de Tierra de España.

La reorganización del Ejército de Tierra de España, 2006-2009 se llevó a cabo dentro de un proceso de reorganización de las Fuerzas Armadas Españolas para adecuar su estructura a los recursos disponibles en términos de personal, material y presupuesto. La reforma fue llevada a cabo de acuerdo con lo legislado por el primer gobierno presidido por José Luis Rodríguez Zapatero por Real Decreto 416/2006 de 11 de abril de 2006.

## Introducción
Esta reforma trató de adecuar la organización de las Fuerzas Armadas a los efectivos disponibles, que en el caso del Ejército de Tierra se cifraban en 54 404 efectivos de tropa, según el jefe del Estado Mayor del Ejército, mientras que las plantillas teóricas antes de la reorganización sumaban un total de 86 000 plazas de tropa. El problema fue agravado por la creación de la Unidad Militar de Emergencias, compuesta en más de un 80 % por personal del Ejército de Tierra, y que competía con otras unidades para atraer personal, incluso ofreciendo complementos salariales especiales. La reorganización afectó a sesenta unidades del Ejército de Tierra, de las que treinta y tres fueron disueltas, veintitrés transformadas y cuatro trasladadas. De las disueltas, veinticuatro eran batallones. 
La reforma modificó la organización establecida por el Real Decreto 912/2002, de 6 de septiembre de 2002, y fue a su vez modificada por la reforma iniciada por el Real Decreto 872/2014, de 10 de octubre de 2014. La reforma del 2006 hizo desparecer la División como unidad orgánica, eliminó las unidades movilizables, e integró las antiguas Fuerza de Maniobra y Fuerza Terrestre en la nueva Fuerza Terrestre. Como consecuencia de la reforma la División Mecanizada «Brunete» n.º 1 desapareció como unidad orgánica, siendo sustituida por el Mando de las Fuerzas Pesadas. Las otras brigadas de maniobra peninsulares fueron integradas en el Mando de las Fuerzas Ligeras, desapareciendo la Fuerza de Acción Rápida.
El nuevo despliegue de la fuerza del Ejército de Tierra fue establecido en el anexo I del ya citado Real Decreto 416/2006. Este real decreto fue más tarde modificado por la Orden del Ministerio de Defensa 3771/2008, de 10 de diciembre de 2008, que declaraba que, debido a la evolución de la disponibilidad de los recursos humanos y materiales, y de las necesidades operativas, se hacía necesario modificar la organización y despliegue tanto de la Fuerza como de los apoyos logísticos. Los cambios fueron numerosos e incluyeron, entre otros:
- La Brigada de Caballería «Castillejos» II fue transferida a las Fuerzas Pesadas.
- Los previstos grupos de reconocimiento de las brigadas mecanizadas se reemplazaron por un Regimiento de Caballería de Reconocimiento dependiente directamente del Mando de las Fuerzas Pesadas.
- La Brigada de Infantería Ligera «San Marcial» V perdió sus unidades de apoyo y sus carros de combate, dejando en la brigada solo con dos regimientos de infantería ligera. También perdieron sus apoyos la Jefatura de Tropas de Montaña y la Comandancia General de Baleares, y uno de los regimientos de cazadores de montaña se desdobló en dos.
- Desapareció el Mando de Artillería de Costa y sus unidades dependientes se integraron en un regimiento dependiente del Mando de Artillería de Campaña.
- En el Mando de Canarias el Regimiento de Artillería Antiaérea y el Batallón de Helicópteros pasaron a depender directamente del Mando regional, en vez del de la brigada.
- Las dos Fuerzas Logísticas Terrestres previstas en 2006 se unificaron en una sola Brigada Logística, reduciéndose el número de agrupaciones de apoyo e independizándose la Brigada de Sanidad.

El despliegue resultante del Ejército de Tierra fue el siguiente:

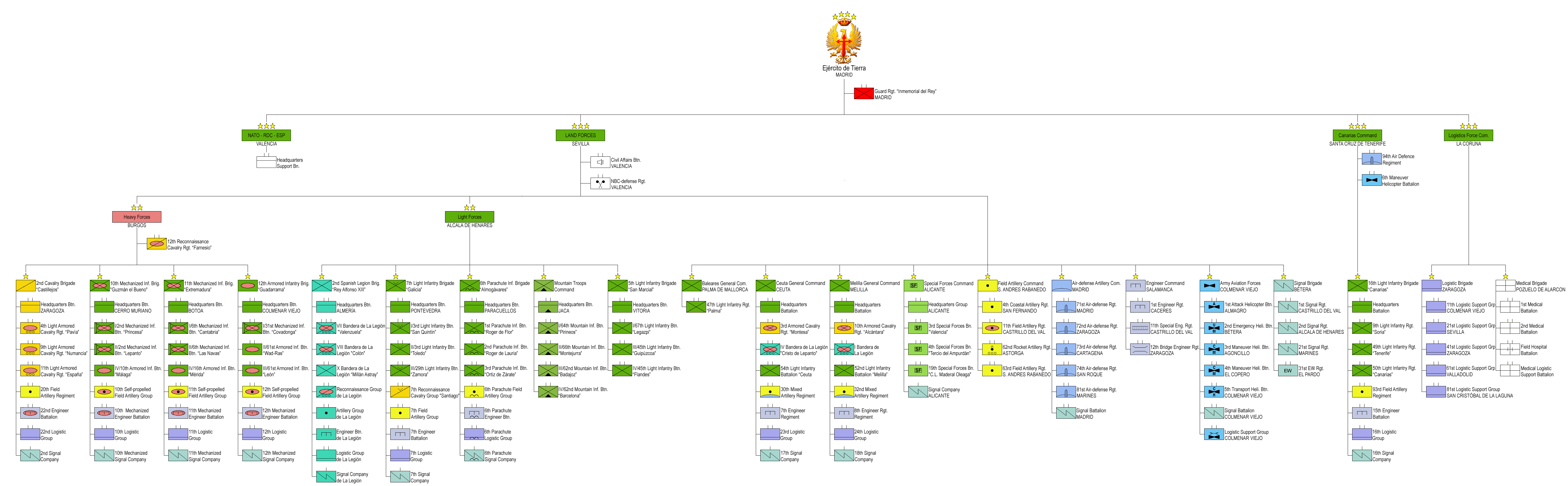
Estructura del Ejército de Tierra después de la reorganización.

El Ejército de Tierra español se estructuró orgánicamente en el Cuartel General, la Fuerza y el Apoyo a la Fuerza. El jefe de Estado Mayor del Ejército de Tierra ejercía, bajo la autoridad del Ministro de Defensa, el mando del Ejército.

## Cuartel General del Ejército de Tierra
El Cuartel General del Ejército de Tierra era el conjunto de órganos que encuadraban los medios humanos y materiales necesarios para asistir al jefe de Estado Mayor del Ejército en el ejercicio de su mando. El Cuartel General estaba ubicado en Madrid y estaba formado por:
- Estado Mayor del Ejército
- Gabinete del Jefe del Estado Mayor
- Asesoría Jurídica del Cuartel General
- Jefatura de los Sistemas de Información, Telecomunicaciones y Asistencia Técnica
- Archivo:Coat of Arms of the Spanish Army Military Culture and History Institute.svgInstituto de Historia y Cultura Militar
- Regimiento de Infantería Inmemorial del Rey n.º 1

## Fuerza del Ejército de Tierra
La Fuerza del Ejército de Tierra era el conjunto de medios humanos y materiales que se agrupaban y organizaban con el cometido principal de prepararse para la realización de operaciones militares terrestres y el llevarlas a cabo. En su ámbito, llevaba a cabo el adiestramiento, la preparación y la evaluación de sus unidades y realizaba las misiones específicas que se le eran asignadas por el Cuartel General.

### Cuartel General Terrestre de Alta Disponibilidad
El Cuartel General Terrestre de Alta Disponibilidad (CGTAD) proporcionaba la capacidad para constituir un Cuartel General de nivel superior al de Brigada, con capacidad de proyección y alta movilidad táctica. El CGTAD cumplía con el compromiso de España con la OTAN de contribuir con un Cuartel General permanente para su uso por el Cuerpo de Despliegue Rápido de la Alianza. El CGTAD reunía elementos que servían de base para constituir Cuarteles Generales tanto de Cuerpo de Ejército como de División, y se componía de dos Estados Mayores, uno de carácter internacional (HQ NRDC-SP) y otro nacional (EMNAC-CGTAD).
|                            | Escudo                                                 | Composición | Observaciones                                                     |
| -------------------------- | ------------------------------------------------------ | --- | ----------------------------------------------------------------- |
| Estado Mayor Internacional |                                                        | En Bétera (Valencia): - (1) Directorio de Comunicación. - (2) Centro de Coordinación de Operaciones Aéreas. - (3) Centro de Coordinación de Operaciones Marítimas. - (4) División de Operaciones. - (5) División de Apoyo. - (6) División del Mando de Apoyo a Retaguardia-Grupo de Apoyo Logístico Conjunto. - (7) División de Sistemas de Información y Comunicaciones. | De nivel Cuerpo de Ejército y mandado por un General de División. |
| Estado Mayor Nacional      |                                                        | En Valencia: - (1) Secretaría Técnica. - (2) Área de Planeamiento Operativo. | De entidad División y mandado por un General de Brigada.          |
| Unidades                   |                                                        | - Batallón del Cuartel General Terrestre de Alta Disponibilidad, en Bétera (Valencia). |                                                                   |
| Unidades                   | - Regimiento de Inteligencia n.º. 1, en Valencia.      | |                                                                   |
| Unidades                   | - Batallón de Policía Militar I, en Bétera (Valencia). | |                                                                   |

### Fuerza Terrestre
La Fuerza Terrestre (FUTER) era el responsable orgánico de la preparación de las unidades a ella asignada y de la generación de mandos y fuerzas que requiriera la estructura operativa. La nueva Fuerza Terrestre se creó para mejorar la capacidad de proyección, y para potenciar las unidades ligeras con amplia movilidad táctica. La nueva estructura simplificaba y racionalizaba la fuerza, reduciendo el número de unidades pero asegurando que las existentes contaran con recursos humanos y materiales al nivel requerido para su buen funcionamiento. En la nueva estructura desapareció la División como unidad administrativa, y la Brigada se configuró como el elemento fundamental de maniobra. La FUTER tenía su Cuartel General en Sevilla, y estaba compuesta por las Fuerzas Ligeras, las Fuerzas Pesadas, las Comandancias Militares de Baleares, Ceuta y Melilla, y otras unidades de maniobra y de apoyo.

#### Fuerzas Ligeras
El Mando de Fuerzas Ligeras del Ejército de Tierra tenía inicialmente su Cuartel General en Alcalá de Henares (Madrid) y más tarde fue traslado al Acuartelamiento Tte. Muñoz Castellanos en Madrid. Las misiones que tenía encomendadas eran: supervisar las unidades que componían su mando en lo que concernía a material, personal y adiestramiento; dirigir la planificación de sus ejercicios; gestionar la creación de contingentes operacionales y coordinar su preparación logística. Las Fuerzas Ligeras estaban al mando de un general de división y su Cuartel General, con los refuerzos necesarios, podía operar como el elemento de apoyo al mando de una unidad tipo división.
| Unidad                                                          | Escudo | Composición | Observaciones |
| --------------------------------------------------------------- | ------ | --- | ------------- |
| Brigada de Infantería Ligera Aerotransportable "Galicia" VII.   |        | - (1) Cuartel General, en Pontevedra - (2) Batallón de Cuartel General. - (3) Regimiento de Infantería Ligero "Príncipe" n.º 3, en Siero (Asturias). - (4) Regimiento de Infantería Ligera “Isabel la Católica” n.º 29 - (5) Grupo de Caballería de Reconocimiento "Santiago" VII, en Santovenia de Pisuerga (Valladolid). - (6) Grupo de Artillería de Campaña VII. - (7) Batallón de Zapadores Ligero VII. - (8) Grupo Logístico VII. - (9) Compañía de Transmisiones n.º 7.                                         |               |
| Brigada de Infantería Ligera "Rey Alfonso XIII" II de La Legión |        | En Viator (Almería): - (1) Cuartel General. - (2) Batallón de Cuartel General. - (3) Tercio “D. Juan de Austria” 3.º de La Legión - (4) Tercio “Alejandro Farnesio” 4.º de La Legión, en Ronda (Málaga). - (5) Grupo de Caballería de Reconocimiento "Reyes Católicos" II de la Legión, en Ronda (Málaga). - (6) Grupo de Artillería de Campaña II de la Legión. - (7) Batallón de Zapadores. - (8) Grupo Logístico. - (9) Compañía de Transmisiones.                                                                  |               |
| Brigada Paracaidista "Almogávares" VI                           |        | En Paracuellos de Jarama (Madrid): - (1) Cuartel General. - (2) Batallón de Cuartel General. - (3) Bandera de Infantería Ligera Paracaidista “Roger de Flor” I - (4) Bandera de Infantería Ligera Paracaidista “Roger de Lauria” II - (5) Bandera de Infantería Ligera Paracaidista “Ortiz de Zarate” III, en Javalí Nuevo, Murcia. - (6) Grupo de Artillería de Campaña Paracaidista. - (7) Batallón de Zapadores Paracaidistas. - (8) Grupo Logístico Paracaidista. - (9) La Compañía de Transmisiones Paracaidista. |               |
| Jefatura de Tropas de Montaña "Aragón"                          |        | - (1) Cuartel General, en Jaca (Huesca). - (2) Regimiento de Cazadores de Montaña "Arapiles" 62 en San Clemente Sasebas (Gerona) y Barcelona. - (3) Regimiento de Cazadores de Montaña "América" 66 en Aizoáin (Navarra). - (4) Regimiento de Cazadores de Montaña "Galicia" 64 en Jaca (Huesca). |               |
| Brigada de Infantería Ligera "San Marcial" V                    |        | - (1) Cuartel General, en Vitoria (Álava). - (2) Regimiento de Infantería Garellano n.º 45, en Munguía (Vizcaya) y Vitoria (Álava). - (3) Regimiento de Infantería Ligera "Tercio Viejo de Sicilia" n.º 67, en San Sebastián (Guipúzcoa). |               |

#### Fuerzas Pesadas
El Mando de Fuerzas Pesadas del Ejército de Tierra tenía su Cuartel General en Burgos. Como era el caso con el Mando de las Fuerzas Ligeras, las misiones que tenía encomendadas eran: supervisar las unidades que componían su mando en lo que concernía a material, personal y adiestramiento; dirigir la planificación de sus ejercicios; gestionar la creación de contingentes operacionales y coordinar su preparación logística. Las Fuerzas Pesadas estaban al mando de un general de división y su Cuartel General, con los refuerzos necesarios, podía operar como el elemento de apoyo al mando de una unidad tipo división.
| Unidad                                                      | Escudo | Composición | Observaciones |
| ----------------------------------------------------------- | ------ | --- | ------------- |
| Brigada de Infantería Mecanizada "Guzmán el Bueno" X        |        | En Córdoba: - (1) Cuartel General. - (2) Batallón de Cuartel General X. - (3) Regimiento de Infantería Mecanizada "La Reina" n.º 2 - (4) Regimiento de Infantería Mecanizada "Córdoba" n.º 10 - (5) Grupo de Artillería de Campaña Autopropulsada X. - (6) Batallón de Zapadores Mecanizado X. - (7) Grupo Logístico. - (8) Compañía de Transmisiones Mecanizada n.º 10.                                     |               |
| Brigada de Infantería Mecanizada "Extremadura" XI           |        | En Badajoz: - (1) Cuartel General. - (2) Batallón de Cuartel General. - (3) Regimiento de Infantería Mecanizada "Saboya" n.º 6 - (4) Regimiento de Infantería Mecanizada "Castilla" n.º 16 - (5) Grupo de Artillería de Campaña Autopropulsada XI. - (6) Batallón de Zapadores. - (7) Grupo Logístico. - (8) Compañía de Transmisiones.                                                                      |               |
| Brigada de Infantería Acorazada "Guadarrama" XII            |        | En Madrid: - (1) Cuartel General. - (2) Batallón de Cuartel General. - (3) Regimiento de Infantería Mecanizada "Asturias" n.º 31. - (4) Regimiento de Infantería Acorazada «Alcázar de Toledo» n.º 61. - (5) Grupo de Artillería de Campaña Autopropulsada XII. - (6) Batallón de Zapadores. - (7) Grupo Logístico. - (8) Compañía de Transmisiones.                                                         |               |
| Brigada de Caballería "Castillejos" II                      |        | En Zaragoza: - (1) Cuartel General. - (2) Grupo de Cuartel General. - (3) Regimiento de Caballería "España" n.º 11. - (4) Regimiento de Caballería "Pavía" n.º 4. - (5) Regimiento de Caballería Ligero Acorazado "Lusitania" n.º 8, en Marines (Valencia). - (6) Regimiento de Artillería de Campaña n.º 11. - (7) Batallón de Zapadores XXII. - (8) Grupo Logístico XXII. - (9) Compañía de Transmisiones. |               |
| Regimiento de Caballería Ligero Acorazado "Farnesio" n.º 12 |        | En Santovenia de Pisuerga (Valladolid) |               |

#### Comandancia General de Baleares
La Comandancia General de Baleares tenía su Cuartel General en Palma de Mallorca.
|                                 | Escudo | Composición                                                                                        | Observaciones |
| ------------------------------- | ------ | -------------------------------------------------------------------------------------------------- | ------------- |
| Comandancia General de Baleares |        | En Palma de Mallorca: - (1) Cuartel General. - (2) Regimiento de Infantería Ligera "Palma" n.º 47. |               |

#### Comandancia General de Ceuta
|                              | Escudo | Composición | Observaciones |
| ---------------------------- | ------ | --- | ------------- |
| Comandancia General de Ceuta |        | En Ceuta: - (1) Cuartel General. - (2) Batallón de Cuartel General. - (3) Grupo de Regulares. - (4) Tercio "Duque de Alba", 2.º de La Legión. - (5) Regimiento de Caballería Acorazado “Montesa” n.º 3. - (6) Regimiento de Artillería Mixto. - (7) Batallón de Ingenieros. - (8) Grupo Logístico. - (9) Compañía de Transmisiones. |               |

#### Comandancia General de Melilla
|                                | Escudo | Composición | Observaciones                                                                                            |
| ------------------------------ | ------ | --- | --- |
| Comandancia General de Melilla |        | En Melilla: - (1) Cuartel General. - (2) Batallón de Cuartel General. - (3) Grupo de Fuerzas Regulares Indígenas "Melilla" n.º 2 - (4) Tercio "Gran Capitán", 1.º de La Legión - (5) Regimiento de Caballería Acorazado "Alcántara" n.º 10 - (6) Regimiento de Artillería Mixto n.º 32 - (7) Regimiento de Ingenieros n.º 8 - (8) Unidad Logística n.º 24 - (9) Compañía de Transmisiones n.º 18 | Comprende la Ciudad de Melilla, los peñones de Vélez de la Gomera y de Alhucemas y las islas Chafarinas. |

#### Otras Unidades de la Fuerza Terrestre
| Unidad                                     | Escudo                                        | Composición | Observaciones |
| ------------------------------------------ | --------------------------------------------- | --- | ------------- |
| Brigada de Transmisiones                   |                                               | - (1) Cuartel General, en Bétera (Valencia). - (2) Regimiento de Transmisiones n.º. 1, en Castrillo del Val (Burgos). - (3) Regimiento de Transmisiones n.º. 2, en Alcalá de Henares (Madrid). - (4) Regimiento de Transmisiones n.º. 21, en Marines (Valencia). - (5) Regimiento de Guerra Electrónica n.º. 31, en El Pardo (Madrid). |               |
| Fuerzas Aeromóviles del Ejército de Tierra |                                               | - (1) Cuartel General, en Colmenar Viejo (Madrid). - (2) Batallón de Helicópteros de Ataque I, en Almagro (Ciudad Real). - (3) Batallón de Helicópteros de Emergencias II, en Bétera (Valencia) y Colmenar Viejo (Madrid). - (4) Batallón de Helicópteros de Maniobra III, en Agoncillo (La Rioja). - (5) Batallón de Helicópteros de Maniobra IV, en Dos Hermanas (Sevilla). - (6) Batallón de Helicópteros de Transporte V, en Colmenar Viejo (Madrid). - (7) Batallón de Transmisiones, en Colmenar Viejo (Madrid). - (8) Grupo Logístico, en Colmenar Viejo (Madrid). |               |
| Mando de Artillería de Campaña             |                                               | - (1) Cuartel General, en San Andrés del Rabanedo (León). - (2) Regimiento de Artillería de Costa n.º. 4, en San Fernando (Cádiz) y Tarifa (Cádiz). - (3) Regimiento de Artillería de Campaña n.º. 11, en Castrillo del Val (Burgos). - (4) Regimiento de Artillería Lanzacohetes n.º. 62, en Astorga (León). - (5) Regimiento de Artillería de Campaña n.º. 63, en Ferral del Bernesga, San Andrés del Rabanedo (León). |               |
| Mando de Artillería Antiaérea              |                                               | - (1) Cuartel General, en Madrid. - (2) Regimiento de Artillería Antiaérea n.º. 71, en Madrid. - (3) Regimiento de Artillería Antiaérea n.º. 72, en San Fernando (Cádiz). - (4) Regimiento de Artillería Antiaérea n.º. 73, en Cartagena (Murcia). - (5) Regimiento de Artillería Antiaérea n.º. 74, en Dos Hermanas (Sevilla). - (6) Regimiento de Artillería Antiaérea n.º. 81, en Marines (Valencia). - (7) Unidad de Transmisiones, en Madrid y Dos Hermanas (Sevilla).                                                                                               |               |
| Mando de Ingenieros                        |                                               | - (1) Cuartel General, en Salamanca. - (2) Regimiento de Ingenieros n.º. 1, en Castrillo del Val (Burgos). - (3) Regimiento de Especialidades de Ingenieros n.º. 11, en Salamanca. - (4) Regimiento de Pontoneros y Especialidades de Ingenieros n.º. 12, en Monzalbarba (Zaragoza). |               |
| Mando de Operaciones Especiales            |                                               | En Alicante: - (1) Cuartel General. - (2) Grupo de Cuartel General. - (3) Grupo de Operaciones Especiales "Valencia" III. - (4) Grupo de Operaciones Especiales "Tercio del Ampurdán" IV. - (5) Grupo de Operaciones Especiales "Maderal Oleaga"XIX. - (6) Compañía de Transmisiones. |               |
| Otras Unidades de Apoyo                    |                                               | - Regimiento NBQR n.º. 1, en Valencia. |               |
| Otras Unidades de Apoyo                    | - Batallón de Asuntos Civiles I, en Valencia. | |               |

### Mando de Canarias (MACAN)
El Mando de Canarias tenía su Cuartel General en Santa Cruz de Tenerife. Tenía como misiones: el ejercer el mando orgánico de las Unidades de él dependientes en el archipiélago canario; participar en el planeamiento de las operaciones en las que intervinieran las unidades a su mando; y ejercer, en su ámbito territorial y con los refuerzos necesarios, el mando operativo conjunto de sus propias fuerzas y de otras que le fueran asignadas. 
| Unidad                                      | Escudo | Composición | Observaciones |
| ------------------------------------------- | ------ | --- | ------------- |
| Regimiento de Artillería Antiaérea n.º. 94  |        | En Las Palmas de Gran Canaria: - (1) Mando. - (2) Plana Mayor de Mando. - (3) Compañía de Mando y Servicios. - (4) Grupo de Artillería Antiaérea I/94. - (5) Batería de Artillería Antiaérea. |               |
| Batallón de Helicópteros de Maniobra VI     |        | En San Cristóbal de La Laguna (Santa Cruz de Tenerife): - (1) Mando y Plana Mayor. - (2) Compañía de Plana Mayor y Servicios. - (3) Unidad de Mantenimiento Orgánico de Helicópteros. - (4) Unidad de Vuelo. |               |
| Brigada de Infantería Ligera "Canarias" XVI |        | - (1) Cuartel General, en Las Palmas de Gran Canaria. - (2) Batallón de Cuartel General, en Las Palmas de Gran Canaria. - (3) Regimiento de Infantería Ligera "Tenerife" n.º 49, en Santa Cruz de Tenerife. - (4) Regimiento de Infantería Ligera "Soria" n.º 9, en Puerto del Rosario (Las Palmas). - (5) Regimiento de Infantería Ligera "Canarias" n.º. 50, en Las Palmas de Gran Canaria. - (6) Regimiento de Artillería Campaña n.º. 93, en San Cristóbal de La Laguna (Santa Cruz de Tenerife). - (7) Batallón de Zapadores XV, en San Cristóbal de La Laguna (Santa Cruz de Tenerife) y Las Palmas de Gran Canaria. - (8) Grupo Logístico XVI, en Las Palmas de Gran Canaria. - (9) Compañía de Transmisiones n.º 16, en Las Palmas de Gran Canaria. |               |

### Fuerza Logística Operativa
La Fuerza Logística Operativa tenía su Cuartel General en La Coruña y Valencia. La misión primaria que tenía asignadas era el proporcionar el apoyo logístico que precisaran las unidades, centros y organismos del Ejército de Tierra en las áreas de abastecimiento, mantenimiento, transporte y sanidad, tanto en el territorio nacional como en las operaciones de proyección en el extranjero. La Fuerza Logística Operativa generaba las unidades necesarias para proporcionar el apoyo logístico de las unidades del Ejército de Tierra allá donde estuvieran desplegadas, y también podía proporcionar apoyo logístico como nación anfitriona a unidades de países aliados en el territorio nacional.
| Brigada            | Escudo | Composición | Observaciones |
| ------------------ | ------ | --- | ------------- |
| Brigada Logística  |        | - (1) Cuartel General, en Zaragoza. - (2) Agrupación de Apoyo Logístico n.º. 11, en Colmenar Viejo (Madrid) y Paracuellos de Jarama (Madrid) y Paterna (Valencia). - (3) Agrupación de Apoyo Logístico n.º. 21, en Sevilla y Granada. - (4) Agrupación de Apoyo Logístico n.º. 41, en Zaragoza, Huesca y San Baudilio de Llobregat (Barcelona). - (5) Agrupación de Apoyo Logístico n.º. 61, en Valladolid y Castrillo del Val (Burgos). - (6) Agrupación de Apoyo Logístico n.º. 81, en San Cristóbal de La Laguna (Santa Cruz de Tenerife) y Las Palmas de Gran Canaria. |               |
| Brigada de Sanidad |        | - (1) Cuartel General, en Pozuelo de Alarcón (Madrid). - (2) Agrupación de Sanidad n.º. 1, en Pozuelo de Alarcón (Madrid). - (3) Agrupación de Sanidad n.º. 3, en Zaragoza. - (4) Unidad de Apoyo Logístico Sanitario, en Madrid. - (5) Agrupación de Hospital de Campaña, en Madrid. |               |

## Apoyo a la Fuerza
El Apoyo a la Fuerza era el conjunto de órganos responsables de la dirección, gestión, administración y control de los recursos humanos, materiales y financieros asignados al Ejército. En su ámbito dirigiría y controlaba el mantenimiento de la Fuerza y llevaba a cabo las actividades de apoyo que posibilitaban la vida y funcionamiento de las unidades, centros y organismos. Estaba compuesto por los siguientes elementos:
- Mando de Adiestramiento y Doctrina
- Mando de Personal
- Mando de Apoyo Logístico
- Inspección General del Ejército
- Dirección de Asuntos Económicos